# Phyllis Logan
Phyllis Logan est une actrice britannique née le 11 janvier 1956 à Paisley en Écosse.

## Biographie
Phyllis Logan est la fille d'un technicien des usines Rolls Royce, dirigeant syndical et secrétaire de la branche locale de l'AUEW (Amalgamated Union of Engineering Workers). Elle est la plus jeune de sa famille et a un frère, Cameron, et une sœur, Ann. Son père est décédé à l'âge de 59 ans alors qu'elle était à l'école d'art dramatique. Le nom de sa mère était Betty.
Logan est né à Paisley, Renfrewshire, et a grandi à proximité de Johnstone, où elle a fait ses études au lycée Johnstone. Elle a étudié à la Royal Scottish Academy of Music and Drama à Glasgow et a obtenu la médaille d'or James Bridie en 1977,.
Phyllis Logan a étudié l'expression dramatique à la Royal Scottish Academy of Music and Drama à Glasgow,.

## Carrière
Elle rejoint ensuite la troupe du Dundee Repertory Theatre avant de se produire au théâtre à Édimbourg à partir de 1979.
Après l'obtention de son diplôme, elle a rejoint le Dundee Repertory Theatre. Elle est partie en 1979 pour travailler sur scène à Édimbourg . Elle a également travaillé régulièrement à la télévision écossaise. Sur la production de BBC Scotland, The White Bird Passes, elle a rencontré pour la première fois le scénariste-réalisateur Michael Radford. Pour son premier long métrage, Les Cœurs captifs (1983), il a confié à Logan le rôle principal de Janie, pour lequel elle a remporté un Gold Award de la meilleure actrice au Festival du film de Taormina et l'Evening Standard Award de la meilleure actrice en 1983 et le prix BAFTA du nouveau venu le plus prometteur dans les rôles principaux au cinéma en 1984. Elle a également été nommée pour le BAFTA Award de la meilleure actrice dans un rôle principal.
Avant son succès dans Downton Abbey, où elle jouait la gouvernante Mme Hughes, Logan s'identifiait le plus au rôle de Lady Jane Felsham, partageant la vedette avec Ian McShane pendant huit ans dans près de 50 épisodes de Lovejoy, une comédie dramatique pour la télévision.
Son personnage dans Downton Abbey, Mme Hughes, a été élu meilleur personnage de Downton Abbey de tous les temps dans un sondage mené par RadioTimes.com (le site officiel de Radio Times).
Elle a également joué dans le film Secrets & Lies de Mike Leigh en 1996 aux côtés de Timothy Spall et Brenda Blethyn. Logan a fourni la voix de diffusion d'Ingsoc dans une version cinématographique de Nineteen Eighty-Four (1984) et du monstre du Loch Ness (Nessie) dans le film d'animation Freddie as FRO7 (1992). Elle était dans la série radio Coming Alive and Baggage. Elle a joué l'intérêt amoureux et l'épouse éventuelle de l'inspecteur Frost dans If Dogs Run Free, la dernière histoire de la série A Touch of Frost.
Elle a joué Maggie Smart dans The Good Karma Hospital (7 épisodes, 2017-2018) dans la série dramatique ITV qui a ensuite été rendue disponible sur Acorn TV. Elle a également joué le rôle principal de Linda Hutchinson dans la série dramatique ITV Girlfriends, créée et réalisée par Kay Mellor, aux côtés de Miranda Richardson et Zoë Wanamaker,.
Elle a joué Andinio dans « La bataille de Ranskoor Av Kolos », le dixième épisode de la onzième série de Doctor Who,.
Elle a été choisie pour la deuxième série de la série télévisée britannique Culpabilité, qui a été diffusée à la fois sur BBC Two et BBC Scotland en 2021.

## Vie privée
Logan a épousé l'acteur Kevin McNally, qu'elle a rencontré dans la mini-série de 1994 Love and Reason, et a un fils, David (né en 1996), qui est musicien. La famille vit à Chiswick,.
Elle soutient plusieurs organismes de bienfaisance qui soutiennent le bien-être des patients atteints de démence,, et est également un partisan de SSPCA.

## Filmographie

### Cinéma
- 1983 : Every Picture Tells a Story : Agnes Scott
- 1983 : Les Cœurs captifs : Janie
- 1984 : 1984 : L'annonceuse à la télévision
- 1984 : The Chain : Alison
- 1985 : Le Docteur et les Assassins : Elizabeth Rock
- 1986 : L'Inchiesta : Claudia Procula
- 1987 : The Kitchen Toto : Janet Graham
- 1988 : The Legendary Life of Ernest Hemingway : Mary Welsh
- 1989 : The Angry Earth : Mary Penrys Jones
- 1990 : Il sole buio de Damiano Damiani : Attorney Camilla Staffa
- 1992 : Freddie, agent secret : Nessie (voix)
- 1993 : Soft Top Hard Shoulder : Karla
- 1993 : Silent Cries : Nancy Muir
- 1996 : Secrets et mensonges : Monica Purley
- 1997 : Shooting Fish : Madame Ross
- 2003 : Crust : La petite-amie de Bill
- 2009 : Nativity! : Mme Lore
- 2012 : Day of the Flowers : Brenda
- 2019 : Downton Abbey : Elsie Carson (née Hughes)
- 2020 : Miss Révolution (Misbehaviour) de Philippa Lowthorpe
- 2020 : Le Dernier Bus (The Last Bus)
- 2022 : Downton Abbey 2 : Une nouvelle ère de Simon Curtis : Elsie Carson (née Hughes)
- 2025 : Downton Abbey 3 de Simon Curtis : Elsie Carson

### Télévision
- 1977 : Red Dress
- 1980 : The White Bird Passes : Janie à 16 ans
- 1980 : Shoestring : Linda (1 épisode)
- 1981 : Play for Today : Nancy Park (1 épisode)
- 1984 : The Dress : Julia
- 1985 : Tim and the Conways : Kay Conway
- 1986 : Scotch & Wry : Plusieurs personnages
- 1986-1987 : Bust : Sheila Walsh (6 épisodes)
- 1986-1989 : Screen Two : Alison et Anne (3 épisodes)
- 1986-1994 : Les Règles de l'art : Lady Jane Felsham (47 épisodes)
- 1987 : First Sight : Kathy (1 épisode)
- 1988 : Hannay : Alison Ross (1 épisode)
- 1989 : And a Nightingale Sang : Helen
- 1989 : Goldeneye : Ann Fleming
- 1991 : Screen One : Dora (1 épisode)
- 1991 : The Play on One : Dr Ruth Kovacs (2 épisodes)
- 1993 : Love and Reason : Lou Larson (3 épisodes)
- 1995 : Kavanagh : Samantha Fisher (1 épisode)
- 1995 : The Big One : Mme Wilde
- 1995 : Chiller : Anna Spalinsky (1 épisode)
- 1995 : Franz Kafka's It's a Wonderful Life : Frau Bunofsky
- 1996 : Pie in the Sky : Détective Supt Chalmers (1 épisode)
- 1996 : Inspecteur Morse : Julia Stevens (1 épisode)
- 1997 : An Unsuitable Job for a Woman : Elizabeth Leaming (1 épisode)
- 1998 : Invasion: Earth : Helen Knox (2 épisodes)
- 1999 : Inspecteur Barnaby : Kate Merrill (Saison 2, épisode 2 " Le Bois de l'Etrangleur")
- 1999 : Holby City : Muriel McKendrick (8 épisodes)
- 1999 : Rab C. Nesbitt : Jenny Welthorpe (1 épisode)
- 1999 : Les Fous du roi : Mary Beck
- 1999-2009 : Heartbeat : Diane Bell, Julia Kendall, Rose Brown (3 épisodes)
- 2000 : Mon ami le fantôme : Harriet Banks-Smith (1 épisode)
- 2000 : Hope and Glory : Annie Gilbert (6 épisodes)
- 2001 : NCS: Manhunt : Inspecteur Anne Warwick
- 2002 : Dickens : Georgina Hogarth (1 épisode)
- 2002 : Fields of Gold : Rachel Greenlaw
- 2002 : The Real Jane Austen : Mme Austen
- 2003 : Meurtres à l'anglaise : Miriam Whitelaw (1 épisode)
- 2003 : Alibi : Linda Brentwood
- 2003 : Hercule Poirot : Infirmière Hopkins (Saison 9, épisode 2)
- 2004 : Out of the Shadows : Liz
- 2004 : Inspecteurs associés : Détective Sergent Jenny Ettrick (1 épisode)
- 2004 : Cheap Rate Gravity : Elsie
- 2004 : Ash et Scribbs : Wendy (1 épisode)
- 2004-2010 : Affaires non classées : Helen Wharton et Jennifer Mears (4 épisodes)
- 2005 : Dans la peau : Grace Shilling
- 2005-2006 : MI-5 : Diana Jewell (2 épisodes)
- 2006 : Missing : Karen Foster
- 2006 : Classé Surnaturel : Elaine (1 épisode)
- 2007 : Scotland Yard, crimes sur la Tamise : Anna Wildsmith (1 épisode)
- 2008 : Honest, braqueurs de père en fils : Jenny (1 épisode)
- 2008 : Taggart : Kathy Moffat (1 épisode)
- 2008 : The Hero's Journey
- 2008 : Flics toujours : Dr Mathieson (1 épisode)
- 2008 : The Royal : Lady George Fawcett (1 épisode)
- 2010 : Les Enquêtes de l'inspecteur Wallander : Inga Wallander ( Saison 2 épisode 3)
- 2010 : Inspecteur Frost : Christine Moorhead (2 épisodes)
- 2010-2012 : Lip Service : Judy (2 épisodes)
- 2014 (série tv) "Bones" : Sandra Zins (saison 10 épisode 6)
- 2010-2015 : Downton Abbey : Madame Hughes
- 2012 : Vera : Shirley (1 épisode)
- 2017 :The Good Karma Hospital : (saison 1)
- 2018: Girlfriends : (saison 1)
- 2018 : Doctor Who : (saison 11)

## Nomination
- British Academy Film Award de la meilleure actrice pour Janie dans Les Cœurs captifs